# 根岸京子
根岸京子是日本漫画家、插畫家。早年因擔任《Cafe吉祥寺》漫畫化作者而聞名。
琦玉縣出身，血型O型。
與《Cafe吉祥寺》原作者宮本夕生共同執筆該作，同時擔任角色設定與漫畫化工作。出道時曾以名義發表作品，後改為。後介紹其作品時，亦將舊筆名所發表之作品涵蓋其內。

## 作品列表

### 漫畫
- Cafe吉祥寺 （2000年-2003年、月刊Wings、新書館、大然出版社→尚禾出版社、全三卷） 原作：宮本夕生
  - Cafe吉祥寺～歡迎續杯～（2008年-、月刊Wings、新書館、東立出版社、全一卷）原作：宮本夕生
- 血色十字架～至死方休的糾纏～ （2004年5月號-、月刊Wings、新書館、全一卷）原作：前田榮

### 插畫
- 週刊わたしのおにいちゃん（日语：週刊わたしのおにいちゃん）（第5號插畫）
- （Wings文庫、新書館）作者：縞田理理
- （角川Beans文庫、角川書店）作者：前田榮
- 至死方休的糾纏（Wings文庫、新書館、東立出版社）作者：前田榮
- 替身伯爵系列（角川Beans文庫、角川Tsubasa文庫、角川書店、台灣角川、天聞角川）作者：清家未森
- （LuLuLu文庫、小學館）作者：倉吹智絵
- （LuLuLu文庫、小學館）作者：片瀨由良
- （Wings文庫、新書館）作者：新堂奈槻
- （LuLuLu文庫、小學館）作者：鮎川はぎの

### 畫集
- 畫集